# Tom Glynn-Carney
Tom Glynn-Carney (Salford, 7 febbraio 1995) è un attore britannico.

## Biografia
Nato a Salford nel 1995, Glynn-Carney ha studiato recitazione presso la Guildhall School of Music and Drama. Mentre studiava ha preso parte agli adattamenti teatrali professionali di Peter Pan, al Lyric Theatre Lowry, e di Macbeth, al Manchester’s Royal Exchange. La sua prima esperienza in televisione risale al 2013, anno in cui è apparso in due episodi della serie televisiva britannica Casualty. Dal maggio 2017 Glynn-Carney è nel cast del dramma The Ferryman al Royal Court Theatre. Nello stesso anno ha esordito al cinema in Dunkirk, film di guerra diretto da Christopher Nolan. In questa pellicola Glynn-Carney ha recitato il ruolo di Peter, figlio di Mr. Dawson, personaggio interpretato da Mark Rylance. Nel 2018 ha fatto il suo debutto a Broadway con The Ferryman, vincendo il Theatre World Award ed il Drama Desk Award.
Dal 2022 interpreta Aegon II Targaryen nella serie televisiva House of the Dragon targata HBO.

## Filmografia

### Cinema
- Dunkirk, regia di Christopher Nolan (2017)
- Tolkien, regia di Dome Karukoski (2019)
- Il re (The King), regia di David Michôd (2019)
- Rialto, regia di Peter Mackie Burns (2019)
- Il vangelo secondo Clarence (The Book of Clarence), regia di Jeymes Samuel (2023)

### Televisione
- Casualty – serie TV, episodi 28x15-28x16 (2013)
- The Last Post – serie TV, 6 episodi (2017)
- Doing Money, regia di Lynsey Miller (2018)
- Domina – serie TV (2021)
- House of the Dragon – serie TV (2022-in corso)
- SAS: Rogue Heroes - serie TV (2022-in corso)
- The Jetty - serie TV (2024)

## Teatro
- Macbeth di William Shakespeare, regia di Matthew Dunster. Royal Exchange Theatre di Manchester (2009)
- Peter Pan, libretto di J. M. Barrie, colonna sonora di Jule Styne, Mark Charlap e True Rittmann, regia di David Fleeshman. The Lowry Theatre di Salford (2010)
- The Ferryman di Jez Butterworth, regia di Sam Mendes. Royal Court Theatre e Gielgud Theatre di Londra (2017), Bernard B. Jacobs Theatre di Broadway (2018)
- Lo zoo di vetro di Tennessee Williams, regia di Jeremy Herrin. Duke of York's Theatre di Londra (2022)

## Doppiatori italiani
Nelle versioni in italiano delle opere in cui ha recitato, Tom Glynn-Carney è stato doppiato da:
- Mirko Cannella in Dunkirk, Il re
- Stefano Broccoletti in Tolkien
- Davide Perino in Domina
- Riccardo Suarez in House of the Dragon